# 2057
Évszázadok: 20. század – 21. század – 22. század
Évtizedek: 2000-es évek – 2010-es évek – 2020-as évek – 2030-as évek – 2040-es évek – 2050-es évek – 2060-as évek – 2070-es évek – 2080-as évek – 2090-es évek – 2100-as évek
Évek: 2052 – 2053 – 2054 – 2055 –  2056 – 2057 – 2058 – 2059 – 2060 – 2061 – 2062
2057 (MMLVII) első napja  hétfőre fog esni a Gergely-naptár szerint. Időszámításunk 2057. éve, a 3. évezred 57. éve, a 21. század 57. éve és a 2050-es évek 8. éve.

## A művészetekben
- A Vörös bolygó és a Napfény című film is 2057-ben játszódik.